# Androsace laggeri
Androsace laggeri là một loài thực vật có hoa trong họ Anh thảo. Loài này được A.Huet mô tả khoa học đầu tiên năm 1853.